# Sankt Peter am Ottersbach
Sankt Peter am Ottersbach is een gemeente in de Oostenrijkse deelstaat Stiermarken, die deel uitmaakt van het district Südoststeiermark.
Sankt Peter am Ottersbach telt 2913  inwoners (2023).
Tot 2013 behoorde de gemeente tot het district Radkersburg. In 2015 werd het grondgebied uitgebreid met de gemeenten Bierbaum am Auersbach en Dietersdorf am Gnasbach.
Bad Gleichenberg · Bad Radkersburg · Deutsch Goritz · Edelsbach bei Feldbach · Eichkögl · Fehring · Feldbach · Gnas · Halbenrain · Jagerberg · Kapfenstein · Kirchbach-Zerlach · Kirchberg an der Raab · Klöch · Mettersdorf am Saßbach · Mureck · Paldau · Pirching am Traubenberg · Riegersburg · Sankt Anna am Aigen · Sankt Peter am Ottersbach · Sankt Stefan im Rosental · Straden · Tieschen · Unterlamm
- Gemeinsame Normdatei: 4462708-7
- Virtual International Authority File: 246947246